# Winona Ryder
Winona Laura Horowitz, född 29 oktober 1971 i Winona i Minnesota, är en amerikansk skådespelare. Professionellt kallar hon sig Winona Ryder. Ryder har bland annat medverkat i Lucas (1986), Beetlejuice (1988), Häxor, läxor och dödliga lektioner (1988), Kärleksfeber (1990), Edward Scissorhands (1990), Bram Stokers Dracula (1992), Oskuldens tid (1993), Unga kvinnor (1994), Reality Bites (1994), Alien återuppstår (1997), Stulna år (1999) och Stranger Things (2016-).

## Biografi

### Bakgrund och familj
Winona Laura Horowitz föddes 29 oktober 1971 i Winona, Minnesota, dotter till Cynthia Palmer och Michael D. Horowitz. Hennes mor är författare, videoproducent och redaktör och hennes far är författare, förläggare och antikbokhandlare. Han arbetade också som arkivist för Timothy Leary (som är Ryders gudfar). Hennes far är judisk (hans familj emigrerade från Ryssland och Rumänien), och Ryder beskriver också sig själv som judisk. Större delen av hennes familj på hennes fars sida blev dödade under Förintelsen. Hennes fars familj hade från början namnet "Tomchin" men tog efternamnet "Horowitz" när de invandrade till USA.
Ryders föräldrar gav henne namnet Winona efter staden Winona. Hon fick förnamnet Laura efter familjevännen Laura Huxley, fru till författaren Aldous Huxley. Föräldrarna var medlemmar i ett hippiekollektiv och flyttade en del när hon var liten. Hon har tre syskon, en halvbror och en halvsyster från sin mammas första äktenskap. Vid tio års ålder flyttade familjen till Petaluma i Kalifornien.
Vid tolv års ålder började hon på American Conservatory Theater i San Francisco. Där upptäcktes hon 1985 av en talangscout som ordnade en audition för filmen Desert Bloom (1986), men rollen gick till Annabeth Gish.

### Filmkarriär
Hon fick sin första roll som Rina i filmen Lucas (1986), skriven av David Seltzer. Därpå började hon att kalla sig Ryder istället för Horowitz.
Ryder fick sitt genombrott som Veronica Sawyer i Häxor, läxor och dödliga lektioner (1988). Därefter medverkade hon i Tim Burtons Edward Scissorhands (1990) med Johnny Depp – som hon var förlovad med. Samma år medverkade Ryder i filmen Kärleksfeber som gav henne en Golden Globe-nominering. Efter att ha spelat in Välkommen hem Roxy Carmichael (1990) skulle hon medverka i Gudfadern III, men blev tvungen att dra sig ur på grund av överansträngt arbete.
År 1992 medverkade hon i Francis Ford Coppolas skräckfilm Bram Stokers Dracula, som fick mycket beröm. Hon medverkade även i filmen Andarnas hus 1993. Hennes nästa film, Oskuldens tid (1993) gav henne en Golden Globe för bästa kvinnliga biroll och en Oscar-nominering i samma kategori. Även följande år fick hon en Oscar-nominering för Unga kvinnor.
Ryder medverkade i filmer som Reality Bites (1994), Hur man gör ett amerikanskt lapptäcke (1995), Boys (1996), I väntan på Richard (1996) och Häxjakten (1996). I storfilmen Alien återuppstår (1997) spelade hon robot. Hon har dessutom spelat huvudroll i Stulna år (1999), Höst i New York (2000), Lost Souls (2000) och Mr. Deeds (2002).
Efter ett fåtal filmroller under 00-talet gjorde Ryder comeback runt 2010 i filmer som Star Trek, Black Swan och Vilket dilemma!.

### Privatliv
Efter att det tog slut med Johnny Depp, blev hon tillsammans med David Pirner 1993–1996 och Matt Damon 1998–2000. Sedan 2011 är hon i ett förhållande med modedesignern Scott Mackinlay Hahn.
Julen 2001 arresterades Ryder för snatteri och åtalades för stöld, inbrott och skadegörelse.
Ryder lider av vattenskräck efter en händelse när hon var 12 år och nästan drunknade. Detta har många gånger orsakat problem vid filminspelningar där vattenscener ingått, exempelvis i filmen Alien återuppstår (1997) där en undervattensscen var tvungen att tas om otaliga gånger på grund av Ryders skräck.

## Filmografi (i urval)
- 1986 – Lucas
- 1987 – Square Dance
- 1988 – Beetlejuice
- 1988 – 1969
- 1988 – Häxor, läxor och dödliga lektioner
- 1989 – Great Balls of Fire!
- 1990 – Välkommen hem Roxy Carmichael
- 1990 – Edward Scissorhands
- 1990 – Kärleksfeber
- 1991 – Night on Earth
- 1992 – Bram Stokers Dracula
- 1993 – Oskuldens tid
- 1993 – Andarnas hus
- 1994 – Reality Bites
- 1994 – Unga kvinnor
- 1995 – Hur man gör ett amerikanskt lapptäcke
- 1996 – Boys
- 1996 – I väntan på Richard
- 1996 – Häxjakten
- 1997 – Alien återuppstår
- 1998 – Kändisliv
- 1999 – Stulna år
- 2000 – Höst i New York
- 2000 – Lost Souls
- 2001 – Zoolander (cameo)
- 2002 – Mr. Deeds
- 2002 – S1m0ne
- 2004 – The Heart Is Deceitful Above All Things (cameo)
- 2005 – Children of the Revolution: Tune Back In
- 2006 – A Scanner Darkly
- 2006 – The Darwin Awards
- 2007 – Hårda bud
- 2007 – 101 kvinnor
- 2008 – The Last Word
- 2008 – The Informers
- 2009 – Stay Cool
- 2009 – Pippa Lees hemliga liv
- 2009 – Star Trek
- 2010 – Black Swan
- 2011 – The Dilemma
- 2012 – The Iceman
- 2012 – The Letter
- 2012 – Frankenweenie (röst)
- 2013 – Homefront
- 2014 – Turks & Caicos (TV-film)
- 2015 – Experimenter
- 2015 – Show Me a Hero (TV-serie) (4 avsnitt)
- 2016–2022 – Stranger Things (TV-serie) (34 avsnitt)
- 2018 – Destination Wedding
- 2020 – The Plot Against America (TV-serie)
- 2024 – Beetlejuice Beetlejuice